# Gilbertiodendron quadrifolium
Espèce
Synonymes
- Macrolobium quadrifolium Harms[1]

Gilbertiodendron quadrifolium (Harms) J. Leonard est une espèce de plantes à fleurs de la famille des Fabacées et du genre Gilbertiodendron, endémique du Cameroun.
L'espèce n'est connue qu'à travers les spécimens collectés en 1914 par Mildbraed aux environs de Mbalmayo, dans la région du Centre et le département du Nyong-et-So'o, et pourrait être éteinte.